# Arnulf van Karinthië
Arnulf van Karinthië (ca. 845 - Regensburg, 8 december 899) was vanaf 887 koning van Oost-Francië en Lotharingen, later ook (tegen)koning van Italië en (tegen)keizer (896-899).
Arnulfs voorganger Karel III de Dikke verenigde kortstondig alle drie deelrijken en hiermee het rijk van Karel de Grote onder zijn heerschappij. Vanwege de steeds duidelijker wordende regeringsonbekwaamheid van Karel kon Arnulf hem met de hulp van de Beieren, Franken, Saksen, Thüringen en Alemannen afzetten en zelf de macht overnemen. Arnulf beperkte zich - aanvankelijk - tot het oostelijk deelrijk van zijn grootvader, Lodewijk de Duitser, terwijl in de andere deelrijken van het Frankische Rijk andere Rijksgroten de troon opeisten. Arnulf kon vanaf 888 zijn heerschappij over Lotharingen alsook over Rijksitalië vestigen. Met zijn overwinning bij de Dijle bij Leuven in 891 kwam er een eind aan de Vikinginvallen in Oost-Francië. De hierdoor in het noorden bereikte stabiliteit bevorderde de opkomst van de Saksische Liudolfingen, die enkele decennia later de nieuwe koninklijke familie in het Rijk zou vormen. Arnulfs pact met de Hongaren (Árpád), die in 10e eeuw de grootste bedreiging voor Oost-Francië zouden vormen, zou de beeldvorming van hem bij het nageslacht beïnvloeden. Arnulf liet zich in 896 in Rome tot keizer kronen. Regensburg kende toen het hoogtepunt van zijn belangrijkheid als bestuurlijk centrum van Oost-Francië.

## Leven en loopbaan
Arnulf was een onwettige zoon van koning Karloman van Oost-Francië, uit diens relatie met een adellijke vrouw uit Karinthië, Liutswind (ca. 830 - voor 9 maart 891), vermoedelijk een dochter van Ernst I van de Nordgau en Irmgard. Arnulf bracht zijn jeugd door op het hof te Moosburg. In 876 werd hij benoemd tot prefect van de oostelijke marken. Na de dood van zijn vader in 880 werd hij hertog van Karinthië. Twee jaar later steunde hij de opstandige graaf Engelschalk II tegen markgraaf Aribo van de Oostelijke mark, wat uiteindelijk leidde tot oorlog met Moravië. In 885 wist Arnulf echter op eigen gezag een vrede met Moravië tot stand te brengen.

### Koning
In november 887 leidde Arnulf een staatsgreep tegen Karel de Dikke, die onbekwaam werd geacht, en werd zelf koning van Oost-Francië. Hij liet Karel enkele hoven in Zwaben behouden om daar in vrede te leven. Arnulf bouwde voor zichzelf een palts in Regensburg. Doordat de broers en neven van Karel zonder wettige erfgenamen waren overleden was Karel, als laatste, koning van alle Frankische gebieden geweest. Arnulf besloot om niet te proberen deze positie te evenaren. In plaats daarvan beperkte hij zich tot Oost-Francië en Lotharingen, en steunde in de andere Frankische gebieden lokale edelen om koning te worden, die dan formeel het oppergezag van Arnulf moesten erkennen. In 888 werd Berengarius I van Friuli tot koning van Italië gekozen en Arnulf accepteerde hem als koning, toen Berengar hem huldigde als heer. Berengars positie werd echter betwist door Guido van Spoleto. In het westen steunde hij Odo I van Frankrijk, ook in ruil voor huldiging. In Bourgondië was Rudolf I van Bourgondië in 888 tot koning gekozen, en ook die huldigde Arnulf, hoewel daar een dreiging met oorlog voor nodig was. Toen ook Ermengarde, regentes van de Provence, samen met haar zoon Lodewijk in 889 Arnulf als heer huldigde, had Arnulf deze fase van zijn politiek voltooid. Toen hem in 890 het koningschap van Italië werd aangeboden, ging hij daar niet op in.

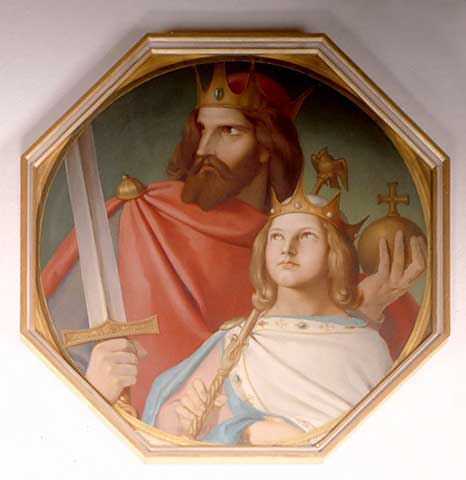
Schilderij van Arnulf en zijn zoon Lodewijk het Kind door Johann Jakob Jung in de Kaisersaal van het stadhuis Römer in Frankfurt am Main.

### Familieleden
In 889 liet Arnulf op een Rijksdag in Forchheim zijn bastaardzonen Zwentibold en Ratold als zijn gezamenlijke opvolgers erkennen, onder de voorwaarde dat als hij nog een wettige zoon zou krijgen dié koning zou worden. Zwentibold werd in 895 benoemd tot koning van Lotharingen, ongetwijfeld om Arnulf de gelegenheid te geven zich op Italië te concentreren.
Arnulf had ervoor gekozen om Aribo in zijn positie in de Oostelijke mark te handhaven. Erchanger van Zwaben voelde zich achtergesteld en ontvoerde als tegenzet Ata, een onechte dochter van Arnulf, en trouwde met haar. Het paar moest naar Moravië vluchten.
In 893 kreeg Arnulf alsnog een wettelijke erfopvolger: Lodewijk IV van Oost-Francië, bijgenaamd het Kind.

### Oorlogen aan de grenzen
In 891 versloegen de Vikingen een Frankisch leger in Lotharingen. Arnulf leidde een expeditie naar het noorden (een leger uit Zwaben zegde af, wegens ziekte) en versloeg de Vikingen in de Slag bij Leuven aan de Dijle, en stichtte op die plaats een kasteel (Keizersberg). Daarna hadden Oost-Francië en Lotharingen tijdens Arnulfs regering geen last meer van de Vikingen.
Van 892 tot 899 voerde Arnulf een aantal oorlogen tegen Moravië, waarbij hij meerdere malen een bondgenootschap met de Hongaren sloot. In 893 annexeerde Arnulf het zuidelijke deel van Moravië. Bohemen werd in 895 met steun van Arnulf onafhankelijk van Moravië.

### Italië
De paus vroeg in 893 aan Arnulf om hem te steunen tegen Guido van Spoleto en diens zoon Lambert. Arnulf stuurde Zwentibold met een Beiers leger naar Italië. Zwentibold en Berengar van Friuli wisten samen Guido en Lambert te verslaan maar lieten zich afkopen en trokken zich terug. Het jaar daarna kwam Arnulf zelf in actie en bezette het gebied tot aan de Po. Toen Guido van Spoleto overleed, staakte Arnulf zijn opmars om de ontwikkelingen af te wachten maar toen Berengar en Lambert zich tegen hem verbonden, besloot hij zich terug te trekken. Arnulf gebruikte de terugtocht voor een strafexpeditie in Bourgondië. Lambert nam ondertussen enige tijd de paus gevangen. In 895 vroeg de paus opnieuw aan Arnulf om hem te steunen tegen Lambert van Spoleto. Arnulf veroverde Pavia en nam de tijd om steun onder de adel van Toscane en Lombardije te verwerven. In februari 896 veroverde Arnulf uiteindelijk Rome op de moeder van Lambert, Ageltrude. Paus Formosus kroonde Arnulf tot (tegen)keizer.

### West-Francië
In West-Francië ontstond een machtsstrijd tussen Odo en Karel de Eenvoudige. Arnulf steunde Odo tot 893 maar koos er toen voor om Karel te steunen. Zwentibold koos er in 895 voor om Odo weer te steunen, en na de dood van Odo in 898 steunde Arnulf Karel weer.

### Overlijden
Nadat hij in 896 tot keizer was gekroond in Rome, trok Arnulf naar Spoleto om daar met zijn tegenstander Lambert af te rekenen. Onderweg kreeg Arnulf een beroerte. Arnulf keerde terug naar Regensburg waar zijn toestand geleidelijk verslechterde. Hij overleed daar op 8 december 899 en werd begraven in de abdij Sankt Emmeram.

## Familie en kinderen
Arnulf had verscheidene kinderen bij vrouwen met wie hij niet was getrouwd. Bekend zijn:
- Zwentibold (ca. 870 - 13 augustus 900), zoon van Winburg (- na 18 mei 898)[9]
- Ata (- na 23 mei 914), dochter van NN van Ellinrat[10]
- Ratold (- na 896), zoon van een onbekende moeder, in 896 benoemd tot onderkoning van Italië

In 888 trouwde Arnulf met de achttien jaar jongere Konradijnse Oda, dochter van graaf Berengarius I van Hessengouw. Hun zoon was Lodewijk IV van Oost-Francië, bijgenaamd het Kind.

## Voorouders
| Voorouders van Arnulf van Karinthië | Voorouders van Arnulf van Karinthië                               | Voorouders van Arnulf van Karinthië                               | Voorouders van Arnulf van Karinthië                     | Voorouders van Arnulf van Karinthië                     | Voorouders van Arnulf van Karinthië                   | Voorouders van Arnulf van Karinthië                   | Voorouders van Arnulf van Karinthië                   | Voorouders van Arnulf van Karinthië                   |
| ----------------------------------- | ----------------------------------------------------------------- | ----------------------------------------------------------------- | ------------------------------------------------------- | ------------------------------------------------------- | ----------------------------------------------------- | ----------------------------------------------------- | ----------------------------------------------------- | ----------------------------------------------------- |
| Overgrootouders                     | Lodewijk de Vrome (778-840) ∞ Ermengarde van Haspengouw (778-818) | Lodewijk de Vrome (778-840) ∞ Ermengarde van Haspengouw (778-818) | Welf van Altdorf (744-) ∞ Eigilwich (-)                 | Welf van Altdorf (744-) ∞ Eigilwich (-)                 | Ernst (785–802) ∞ Wiltrud (-)                         | Ernst (785–802) ∞ Wiltrud (-)                         | ? (–) ∞ ? (-)                                         | ? (–) ∞ ? (-)                                         |
| Grootouders                         | Lodewijk de Duitser (806-876) ∞ Emma (zalige) (808-876)           | Lodewijk de Duitser (806-876) ∞ Emma (zalige) (808-876)           | Lodewijk de Duitser (806-876) ∞ Emma (zalige) (808-876) | Lodewijk de Duitser (806-876) ∞ Emma (zalige) (808-876) | Ernst I van de Nordgau (800-863) ∞ Irmgard (-)        | Ernst I van de Nordgau (800-863) ∞ Irmgard (-)        | Ernst I van de Nordgau (800-863) ∞ Irmgard (-)        | Ernst I van de Nordgau (800-863) ∞ Irmgard (-)        |
| Ouders                              | Karloman van Beieren (830-880) ∞ Liutwindis (830-891)             | Karloman van Beieren (830-880) ∞ Liutwindis (830-891)             | Karloman van Beieren (830-880) ∞ Liutwindis (830-891)   | Karloman van Beieren (830-880) ∞ Liutwindis (830-891)   | Karloman van Beieren (830-880) ∞ Liutwindis (830-891) | Karloman van Beieren (830-880) ∞ Liutwindis (830-891) | Karloman van Beieren (830-880) ∞ Liutwindis (830-891) | Karloman van Beieren (830-880) ∞ Liutwindis (830-891) |
| Arnulf van Karinthië (845-899)      |                                                                   |                                                                   |                                                         |                                                         |                                                       |                                                       |                                                       |                                                       |

vet = keizer · cursief = tegenkoning · 1 = medekoning (in een deelrijk) · 2 = afkomstig uit een andere dynastie